# Table des caractères Unicode/U2980
Cette page contient des caractères spéciaux ou non latins. S’ils s’affichent mal (▯, ?, etc.), consultez la page d’aide Unicode.
Table des caractères Unicode U+2980 à U+29FF.

## Symboles mathématiques divers – B
Jeu de symboles à usage mathématique : variantes de signes de ponctuation (triple barres verticales, point, deux-points ronds), variantes rayées verticalement de signes ponctuations (accolades, parenthèses, crochets angulaires), variantes de crochets droits (soulignées ou avec poignées internes en haut ou en bas), variantes de crochets angulaires (pointées, rayées avec arcs simples ou doubles), variantes de parenthèses anguleuses noires, points de suspension verticaux, zigzag vertical, symboles d’angles divers (aigus avec arc, droit avec marque carrée, droit avec arc et point, aigu avec S, aigu simple, aigus soulignés, aigus fléchés avec arc), cercles avec barre (oblique transversale inversée, oblique transversale avec macron, anneau ou flèches en chef, barre de diamètre vertical simple, double barre interne verticales, oblique inversé de diamètre), cercles avec d’autres symboles (avec T renversé interne ou attaché en rayons, avec deux barres transversales en X, avec symbole de fraction en signe de pourcentage, avec flèche transversale pointée vers le haut, avec cercle blanc ou noir interne, avec signe inférieur ou supérieur, avec anneau ou double poignée à droite), carrés avec diagonales, carrés avec symboles internes (astérisque, rond, carré), double-carré en intersection, triangles (avec point en chef, souligné, avec S interne, avec bases étendues à droite et gauche), triangles aplatis (double superposé en tête-bêche, avec barre verticale latérale), deux triangles droits jointifs en nœuds papillons (horizontalement noir/blanc, noirs ou noir/ouvert, ou verticalement blancs ou noirs), zigzags verticaux (simples ou doubles, pointés à droite ou gauche), variantes du symbole infini (incomplet, avec arc de liaison ou barré verticalement), multimap à terminaison double, carré ombré (D’Alembertien), symbole de croissance conjuguée, de produit mélangé, opérateurs de relations (signes égal avec double barre oblique et/ou avec tilde, identité avec double barre oblique, égalité tautologique, avec barre verticale), triangles bicolores pointés vers le bas (noir/blanc ou blanc/noir), carreau en losange noir avec flèche vers le bas, losange noir, cercles (blanc ou noir) avec flèches vers le bas, symboles de barres d’erreur (noir ou blanc, carré, losange ou rond), variantes mathématiques de symboles de ponctuation précomposés (deux-points flèche, barre oblique de fraction inversée, oblique de fraction avec macron, fraction inversée barrée, fraction allongée, fraction allongée inversée), signes plus (double ou triple), crochets d’angles incurvés, signes (plus ou moins) avec extrémités épaissies.
Note : certaines polices de caractères incomplètes fréquemment utilisées ne contiennent aucun glyphe pour les symboles U+2980 à U+2990, U+2993 à U+2996, U+29B0 à U+29C8, U+29CA à U+29CD et U+29E3 à U+29E5 ; certains navigateurs affichent d’autres caractères approximatifs et indiscernables.

### Table des caractères
| en fr  | 0 | 1 | 2 | 3 | 4 | 5 | 6 | 7 | 8 | 9 | A | B | C | D | E | F |
| ------ | - | - | - | - | - | - | - | - | - | - | - | - | - | - | - | - |
| U+2980 | ⦀ | ⦁ | ⦂ | ⦃ | ⦄ | ⦅ | ⦆ | ⦇ | ⦈ | ⦉ | ⦊ | ⦋ | ⦌ | ⦍ | ⦎ | ⦏ |
| U+2990 | ⦐ | ⦑ | ⦒ | ⦓ | ⦔ | ⦕ | ⦖ | ⦗ | ⦘ | ⦙ | ⦚ | ⦛ | ⦜ | ⦝ | ⦞ | ⦟ |
| U+29A0 | ⦠ | ⦡ | ⦢ | ⦣ | ⦤ | ⦥ | ⦦ | ⦧ | ⦨ | ⦩ | ⦪ | ⦫ | ⦬ | ⦭ | ⦮ | ⦯ |
| U+29B0 | ⦰ | ⦱ | ⦲ | ⦳ | ⦴ | ⦵ | ⦶ | ⦷ | ⦸ | ⦹ | ⦺ | ⦻ | ⦼ | ⦽ | ⦾ | ⦿ |
| U+29C0 | ⧀ | ⧁ | ⧂ | ⧃ | ⧄ | ⧅ | ⧆ | ⧇ | ⧈ | ⧉ | ⧊ | ⧋ | ⧌ | ⧍ | ⧎ | ⧏ |
| U+29D0 | ⧐ | ⧑ | ⧒ | ⧓ | ⧔ | ⧕ | ⧖ | ⧗ | ⧘ | ⧙ | ⧚ | ⧛ | ⧜ | ⧝ | ⧞ | ⧟ |
| U+29E0 | ⧠ | ⧡ | ⧢ | ⧣ | ⧤ | ⧥ | ⧦ | ⧧ | ⧨ | ⧩ | ⧪ | ⧫ | ⧬ | ⧭ | ⧮ | ⧯ |
| U+29F0 | ⧰ | ⧱ | ⧲ | ⧳ | ⧴ | ⧵ | ⧶ | ⧷ | ⧸ | ⧹ | ⧺ | ⧻ | ⧼ | ⧽ | ⧾ | ⧿ |